# WorldDEM
WorldDEM es un modelo digital de elevación global sin precedentes que cubre en 3D todas las tierras emergidas del planeta, desde el polo Norte hasta el polo Sur. Este modelo se basa en el procesado interferometrico de datos biestaticos procedentes de la misión TanDEM-X. Esta misión ha sido desarrollada en el marco de la colaboración público-privada entre el Centro Aeroespacial Alemán (DLR, por sus siglas en alemán) y EADS Astrium (hoy Airbus Defence and Space).

## Innovación
Con una precisión relativa de 2m y una precisión absoluta de 10 m, y un tamaño de pixel de aprox. 12x12m, WorldDEM supera los demás MDE globales disponibles en la actualidad en términos de calidad, precisión y cobertura.
Dicha cobertura es continua, sin líneas de fractura en las fronteras regionales o nacionales, y sin la heterogeneidad provocada por métodos de medición diferentes o campañas realizadas en diferentes momentos.

## Datos radar
La base de datos WorldDEM está formada por los satélites radar gemelos TerraSAR-X y TanDEM-X. Los dos sensores radar funcionan con independencia de la cobertura nubosa y de las condiciones de luz.
En formación muy próxima sobre la misma órbita, con distancias que pueden reducirse hasta apenas 200m, TerraSAR-X y TanDEM-X forman, en el espacio, un sistema de interferometría radar de alta precisión. Los datos se adquieren en modo biestático. Un satélite transmite la señal radar al suelo y los dos satélites registran la retrodifusión de la señal. Los datos de elevación se extraen tras realizar el cálculo de la diferencia interferométrica entre las mediciones de cada uno de los dos satélites.

### La cobertura mundial en 3D
Estos satélites han cubierto todas las tierras emergidas del planeta en menos de dos años y medio. La adquisición de los datos WorldDEM comenzó en diciembre de 2010. La superficie del terreno se cubre como mínimo dos veces, llegando incluso a cuatro en las zonas montañosas más difíciles, con el objetivo de garantizar una calidad y precisión constantes en el producto final.

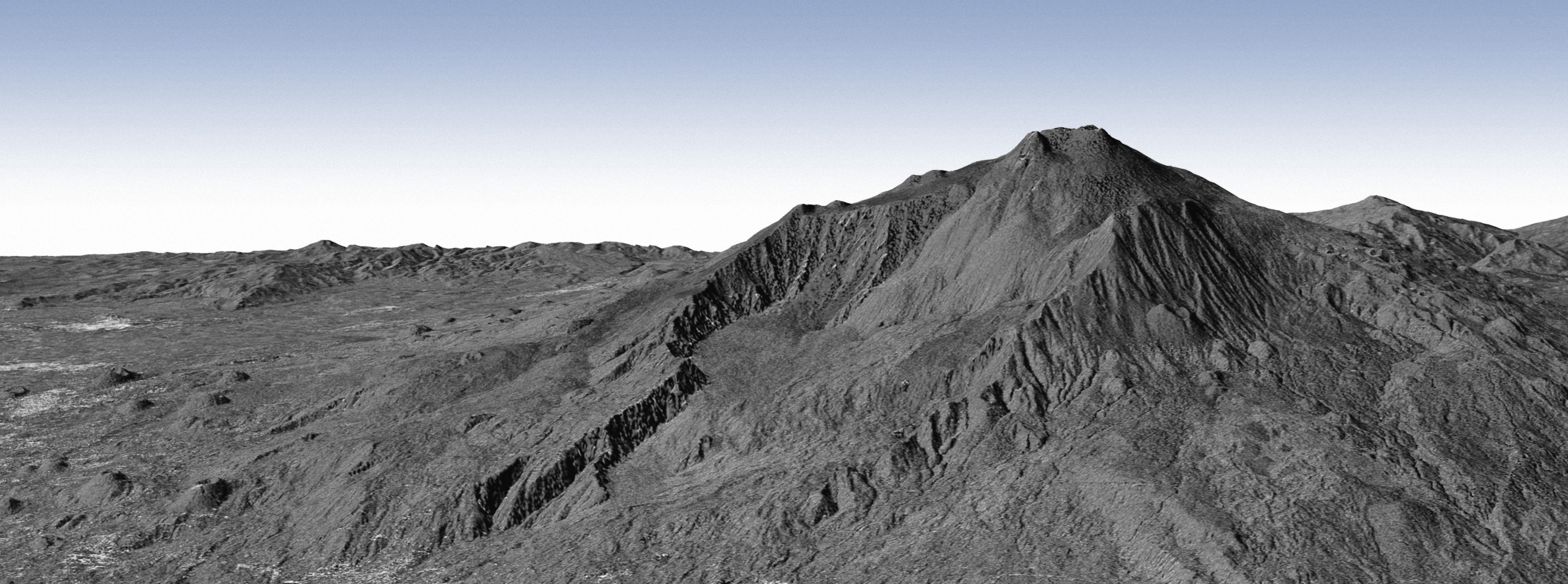
MDE TanDEM-X y TerraSAR-X.

## Precisión
WorldDEM es un modelo digital de elevación  global con una precisión sin precedentes. Según el estándar DTED de la NGA (National Geospatial-Intelligence Agency), este MDE es superior al nivel 2. El nivel 3 no se ha especificado todavía.
- Precisión vertical relativa de 2m y precisión absoluta de 10 m
- Mosaicos de 12m por 12m
- Homogeneidad global
- Coherencia de los datos adquiridos a lo largo de 2 años y medio

Alta precisión geométrica comprobada mediante puntos de control.

## Aplicaciones
Varias aplicaciones se benefician de las prestaciones de WorldDEM:
- ortorrectificación de imágenes satelitales
- cartografías estándar y actualizaciones cartográficas
- Preparación de misiones de defensa o seguridad
- Refuerzo de la cooperación internacional y de las misiones transfronterizas
- Planificación de intervenciones de crisis o de emergencia
- Gestión de los campos de petróleo o de gas.